# 더미 데이터
정보과학에서 더미 데이터(Dummy data)는 유용한 데이터가 포함되지 않지만 공간을 예비해두어 실제 데이터가 명목상 존재하는 것처럼 다루는 유순한 정보를 의미한다. 더미 데이터는 테스트 및 운영 목적을 위해 플레이스홀더로 사용할 수 있다. 테스트를 위해 더미 데이터는 모든 변수와 데이터 필드가 채워져 있다는 것을 보증함으로써 소프트웨어 테스트 문제를 회피할 목적으로 사용할 수도 있다. 운영상의 목적에서 더미 데이터는 OPSEC 목적을 위해 전송이 가능하다. 더미 데이터는 예측되지 않은 영향을 주지 않도록 보장하기 위해 엄격히 평가되고 문서화되어야 한다.

## 비디오 게임
비디오 게임에서는 실제로 게임에서 쓰이지는 않지만 롬 내부에 데이터로 남아있는 경우가 있다. 그런 데이터들은 베타 버전에서 쓰이기도 한다. 대부분의 게임들의 더미 데이터나 베타 버전과 정식 출시 버전의 차이점도 알아볼 수 있다.